# Triphora bicolor
Triphora bicolor is een slakkensoort uit de familie van de Triphoridae. De wetenschappelijke naam van de soort is voor het eerst geldig gepubliceerd in 1868 door Pease.